# Orthophotographie

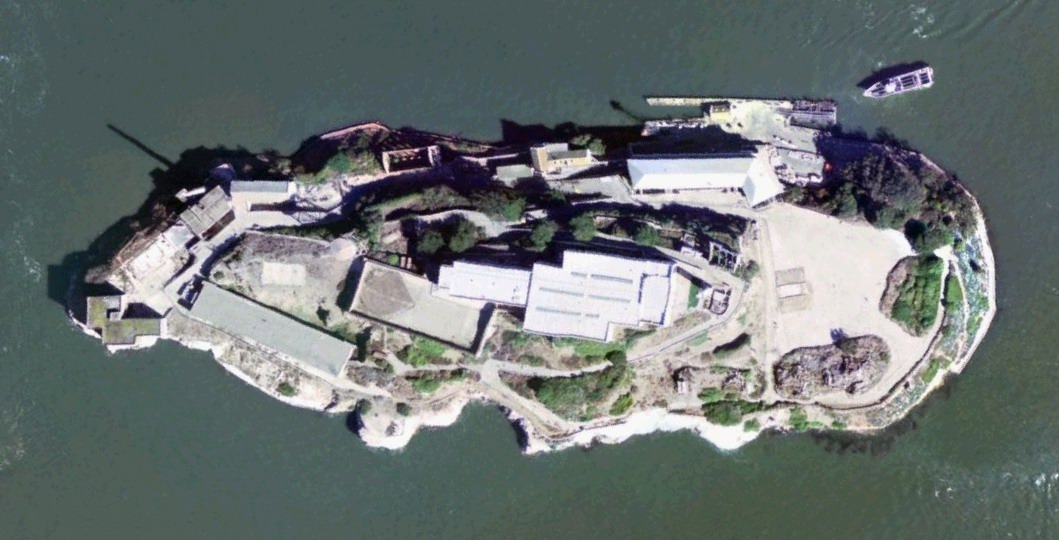
Exemple d'orthophotographie issue de World Wind : ici la prison d'Alcatraz.

Les orthophotographies ou orthoimages sont des images aériennes ou satellitales de la surface terrestre rectifiées géométriquement et égalisées radiométriquement. Ces images se présentant sous forme de dalles couvrant une zone de la Terre peuvent être géoréférencées dans n'importe quel système de coordonnées. Elles servent de fonds cartographiques dans les systèmes d'information géographique (SIG).
Les plateformes Géoportail et Google Maps ou encore les logiciels Google Earth et World Wind sont de bons exemples d'outils utilisant des orthophotographies.

## Définition

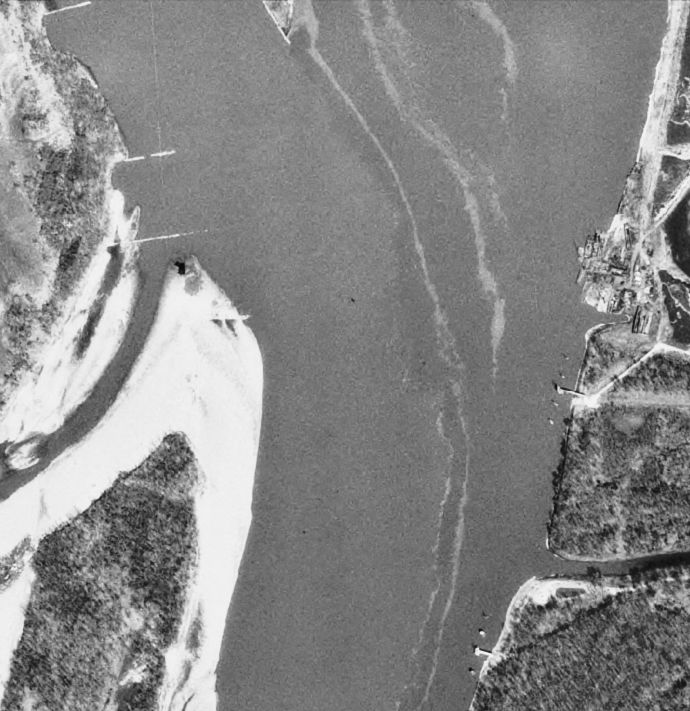
Orthophotographie en noir et blanc de la confluence du Missouri et du Mississippi

On appelle orthophotographie, ou plus communément orthophoto, une image obtenue par traitement d’un cliché aérien numérique ou argentique dont la géométrie a été redressée de sorte que chaque point soit superposable à une carte plane qui lui correspond. En d'autres termes, une orthophotographie semble être prise à la verticale de tous les points qu'elle figure, ces points étant situés sur un terrain parfaitement plat. En photogrammétrie architecturale, par exemple pour faire le relevé d'un monument historique, il est aussi possible de réaliser des photos de façades murales par un ensemble de prises de vue terrestres.
Trois opérations de rectifications sont à considérer lors du calcul de l'orthophotographie à partir d'un cliché aérien stéréoscopique :
1. Corriger l'inclinaison de la prise de vue ;
2. Aplanir le terrain, c'est-à-dire rectifier l'inclinaison des objets due aux pentes (relief) ;
3. Corriger l'erreur de parallaxe commise à la visée, ainsi que les déformations optiques des objectifs et appareils utilisés.

Souvent, les entreprises spécialisées tiennent compte des points 1 et 2 mais pas du 3, qui implique des calculs beaucoup plus complexes. Les orthophotographies résultantes comportent alors du dévers (particulièrement le bâti).

## Usages des orthophotographies
Les orthophotographies sont utilisées dans des domaines variés et pour de nombreuses applications. Elles permettent l'identification d'objets, et la mesure planimétrique.

### Domaines d'utilisation
- l'aménagement du territoire,
- l'urbanisme,
- l'environnement,
- l'agriculture,
- l'archéologie,
- et la communication.

### Applications concernées
- l'étude d'impact,
- la révision du Plan d'Occupation des Sols (POS),
- l'analyse du paysage,
- la gestion des aides,
- les plans de préventions (PPR, ...)
- Géomatique

## Les différentes étapes de la fabrication

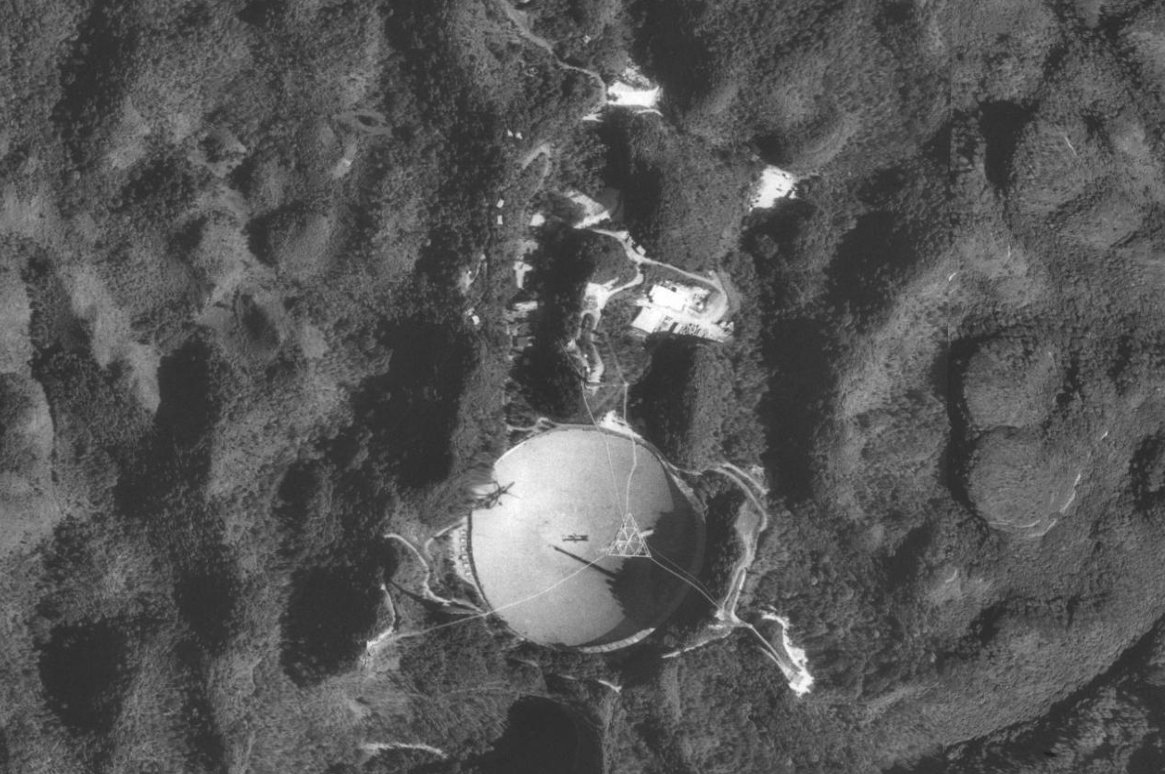
Orthophotographie satellitale du radiotélescope d'Arecibo à Puerto Rico

### Prendre les photographies
La première étape de fabrication d'une orthophotographie est de collecter un ensemble de photos couvrant un territoire. Ces photographies aériennes sont prises à partir d'une caméra montée sur un avion spécialement équipé. Pour obtenir une image tridimensionnelle et pouvoir repérer les pentes, chaque zone est prise depuis deux points de vue légèrement décalés en conservant la même altitude. Ainsi, chaque photo recouvre 60 % de la précédente prise de vue selon 2 angles différents, ce qui permet la prise en compte des déformations du relief. Un plan de vol très précis suivant des axes parallèles et un respect de l'altitude sont donc essentiels pour assurer le recouvrement idéal.
De plus, les conditions temporelles et météorologiques sont prises en compte. Les prises de vue sont réalisées à la mi-journée pour minimiser les ombres attribuables à la position du soleil. De même, un temps clair, sans nuage ni brume ni fumée est préférable pour prendre les photos.
Les prises de vue sont généralement effectuées en mode couleur, mais il est également possible d'acquérir en noir et blanc ou en infrarouge.

### Numériser les clichés aériens
Avant que les caméras utilisées ne soient numériques, il fallait développer le film argentique obtenu lors de l'acquisition et produire des diapositives pour toutes les photos prises durant la campagne de vol. Chaque diapositive était alors numérisée grâce à un scanneur photogrammétrique avec une résolution de 22,5 ou 15 micromètres afin d'obtenir des images numériques non rectifiés. 

### Corriger géométriquement les images
La géométrie des images directement issues de l'acquisition ne permet pas d'effectuer des mesures correctes sur l'images. Il faut corriger les erreurs géométriques engendrées par la prise de vue. 
- Retrouver la position de la caméra au moment de la prise de vue, étape appelée aérotriangulation (voir photogrammétrie) et en tenant en compte des déformations introduites par la distorsion de l’appareil photo, l’inclinaison lors de la prise de vue et s'il y a lieu de la numérisation.
- Corriger les déformations géométriques dues au relief grâce à un modèle numérique de terrain (MNT).

### Améliorer les couleurs

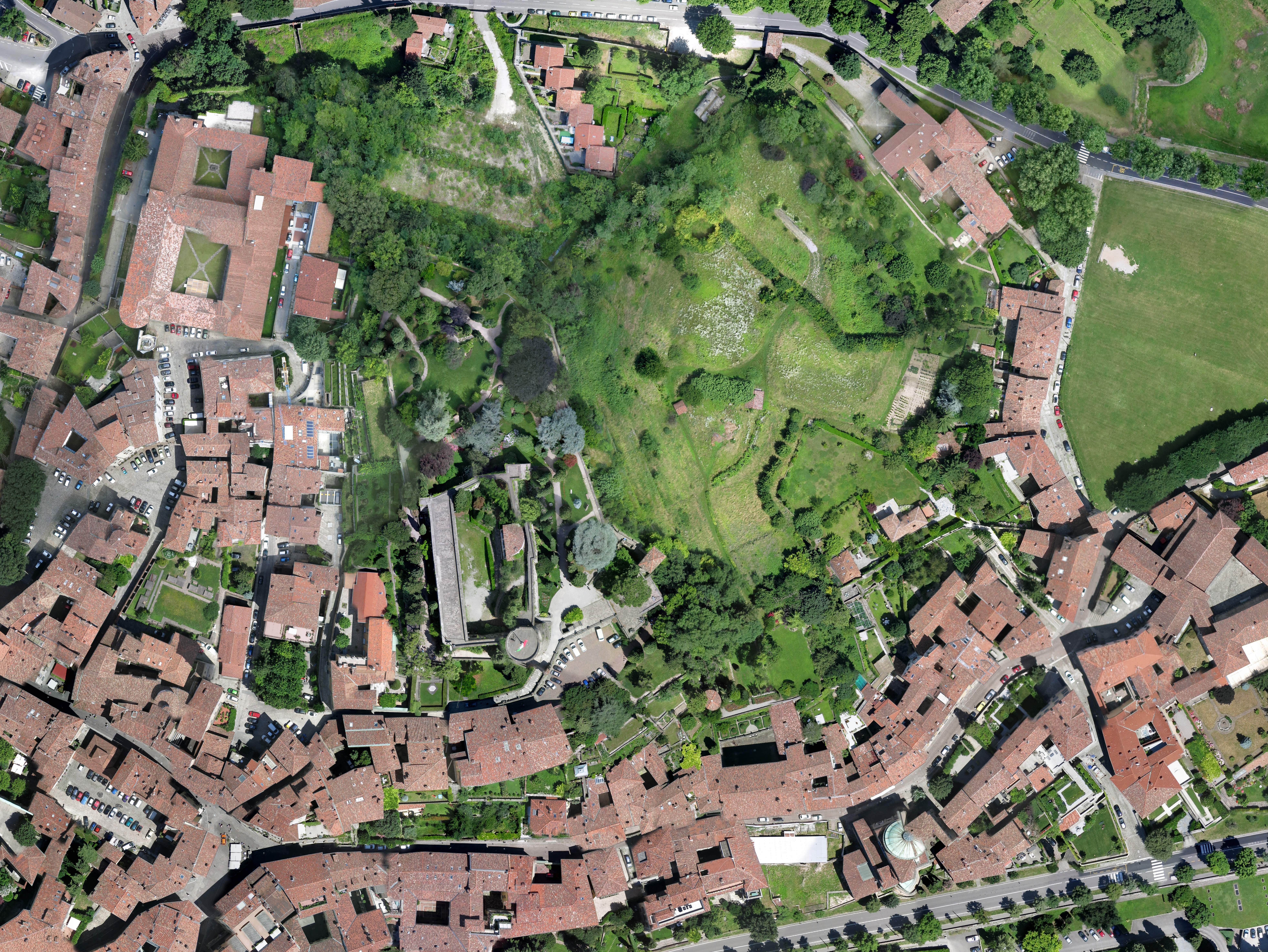
Orthophoto aérienne prise par drone, Città Alta, Bergame.

La prochaine étape consiste à assurer une homogénéité de la saturation des couleurs et des contrastes pour avoir des images continues et homogènes. Ce processus d'équilibre chromatique est nommé processus de correction radiométrique.  

### Assembler les images et réaliser une mosaïque
Une fois toutes les images corrigées géométriquement et radiométriquement homogènes, on peut alors les assembler entre elles pour former une mosaïque d'image, c'est-à-dire une seule grande image couvrant toute la zone acquises.

## L'effet de déplacement (ou dévers)

Effets de déplacement lors d'une prise de vue orthophotographique

Le problème majeur lors de la prise de vue aérienne est l'effet de déplacement lié à la projection perspective, surtout en milieu urbain. En effet, plus un élément (bâtiment, édifice, tour…) est haut plus l'effet de la perspective est visible. Cet effet est nul au centre de la photographie mais progresse de façon plus ou moins linéaire en s'écartant du centre. De plus, cet effet est aussi dépendant de l'altitude de vol et de l'échelle de la photographie aérienne.
Cet effet de perspective est souvent à l'origine d'occlusion de l'image par des bâtiments hauts.
Pour minimiser cet effet de déplacement, il existe traditionnellement deux solutions. La plus courante est d'utiliser la position centrale de la photographie puisque c'est cette partie qui est le moins sujette aux effets de déplacement. Mais cela suppose de larges prises de vue et de forts recouvrements entre les différentes prises de vue. La deuxième solution est de prendre des clichés de haute altitude afin de réduire l'effet de perspective et d'être le plus possible à la verticale.
Plus récemment a été introduite la notion d'orthorectification vraie : non seulement le relief du terrain est redressé verticalement, mais également le sursol comme le bâti, la végétation et les ouvrages d'art. Il est pour cela nécessaire de fabriquer un modèle numérique de surface (MNS) intégrant l'altitude de tous ces éléments, et pas seulement du sol nu (telle que représentée par le MNT). L'orthorectification vraie requiert cependant une prise de vue aérienne avec de forts recouvrements entre clichés, et des algorithmes plus complexes pour gérer les parties cachées.